# Camille Gérondeau

a Compétitions nationales et continentales officielles uniquement.

Dernière mise à jour le 20 octobre 2022.
Camille Gérondeau, né le 12 mars 1988 à Bordeaux, est un joueur français de rugby à XV évoluant au poste de troisième ligne aile ou de troisième ligne centre. Il joue notamment au sein du Racing 92, de l'ASM Clermont et du Castres Olympique.

## Biographie
Camille Gérondeau est né le 12 mars 1988 à Bordeaux dans le quartier de Caudéran. Il commence à jouer au rugby à l'âge de 16 ans à La Teste-de-Buch au bord du bassin d'Arcachon. Formé au Sud Bassin association rugby qui regroupe les clubs du bassin d'Arcachon où il joue 2 ans en junior Balandrade et en Reichel B, il rejoint ensuite le Club athlétique Bordeaux Bègles Gironde où il joue pendant 3 ans en junior Crabos et Reichel.
En 2009, il intègre le groupe professionnel de l'Union Bordeaux Bègles et joue avec l'équipe espoir du club. En parallèle du rugby, il prépare un BTS management des unités commerciales au lycée Victor-Louis à Talence.
En manque de perspectives de temps de jeu avec l'Union Bordeaux Bègles, il quitte le club pour Béziers en 2010 alors en Fédérale 1. Après une première saison plutôt réussie (avec une montée en Pro D2 et un titre de Champion de France), il confirme lors de la saison 2011-2012, participant au maintien du club héraultais en 2e division. Il est élu joueur biterrois de la saison par les supporters, remportant le Trophée Jack Cantoni - Rugbiterre.
Contacté par l'Union Bordeaux Bègles, son club formateur, et le Racing Métro 92, il rejoint le club francilien pour un contrat de 3 saisons en 2012. 
Après une première saison difficile, il s'impose dans le club francilien et se fait à nouveau remarquer par son style puissant et mobile. Au terme de son contrat, il s'engage avec l'ASM Clermont Auvergne.
En novembre 2016, il est sélectionné dans l'équipe des Barbarians français pour affronter une sélection australienne au Stade Chaban-Delmas de Bordeaux. Les Baa-Baas parviennent à s'imposer 19 à 11 grâce à un essai de Raphaël Lakafia à la 77e minute.
Il participe à l'obtention du titre de champion de France 2016-2017 mais la saison suivante, en Top 14, est catastrophique. Gérondeau peine à s'imposer à Clermont et le 1er mai 2018, il est licencié par le club, officiellement pour des raisons extra-sportives.
Il s'engage début juin 2018 pour deux saisons avec le Castres olympique, nouveau champion de France en titre. En 2020, il rejoint le SU Agen et met un terme à sa carrière à l'issue de la saison 2022.

## Palmarès
- Champion de France en 2017 avec l'ASM Clermont Auvergne
- Champion de France de Fédérale 1 en 2011 avec l'AS Béziers